# 俳文学会
俳文学会（はいぶんがくかい、英語: Haibungakukai）は、日本の学術研究団体の一つ。

## 概要
1950年11月設立。学術研究団体としての種別は単独学会。
連歌および俳文学の研究を推進し、その発展を図ることを目的としている。

## 刊行物

### 連歌俳諧研究
- 誌名（和文）：連歌俳諧研究
- 誌名（欧文）：RENGA HAIKAI KENKYU
- 創刊年：1950
- 資料種別：ジャーナル（査読付き論文を含む）
- 使用言語：日本語のみ
- 発行形態：印刷体
- 著作権帰属先：-
- クリエイティブコモンズ：-
- 購読：有料